# Chimonocalamus delicatus
Chimonocalamus delicatus är en gräsart som beskrevs av Chi Ju Hsueh och Tong Pei Yi. Chimonocalamus delicatus ingår i släktet Chimonocalamus och familjen gräs. Inga underarter finns listade i Catalogue of Life.